# Gipsy.cz
Gipsy.cz je kapela kombinující prvky popu, rapu a hip-hopu, tradiční romské hudby, jazzu a balkan brass band. Proslavila se singlem Romano Hip Hop ze stejnojmenného alba, který se dostal do MTV World Chart Express. Gipsy.cz získala ocenění Anděl v kategorii Objev roku 2006 a dále ceny ALMA 2007 a ocenění časopisu Filter. Gipsy.cz byla roku 2007 první českou skupinou vystupující na festivalu v Glastonbury. V anketě Český slavík 2008 se skupina stala skokanem roku (z 81. na 10. místo). S albem Romano hip-hop se dostala kapela na 11. místo v prestižní evropské hitparádě World music charts Europe.
5. června 2008 vydala album Reprezent. Kapela v obměněném složení reprezentovala Českou republiku na hudební soutěži Eurovision Song Contest 2009 v Moskvě, kde skončila v prvním semifinále na posledním místě bez jediného obdrženého bodu. Album se ovšem i tak dostalo ve World music charts Europe na 2. místo, kde se drželo celé 4 týdny. Radoslav Banga (zpěvák kapely) se stal také vítězem v ceně OSA pro rok 2007 v kategorii "Nejúspěšnější autor populární hudby do 30 let." O dva roky později vydala kapela album Desperado a také stejnojmenný singl, k němuž natočila videoklip. Posledním aktuálním albem skupiny je Upgrade (2013), kde již vystupuje kapela v novém složení. Prvním singlem k tomuto albu byla píseň "Odraz v očích". Videoklip k němu byl natočen na podporu mezilidských vztahů v rodině a podpořili jej různé české osobnosti – např. Lucie Bílá, Aňa Geislerová nebo Bolek Polívka s dcerou. Dalším známým singlem je píseň "Žigulik" z roku 2013.
Skupina se svým "romano hip-hop" stylem projela více než 30 zemí světa, mezi nimiž byli i takové destinace jako Alžírsko, Austrálie nebo Jižní Korea. Spolupracovala s lidmi jako jsou Boban Marković Orkestar, či Gogol Bordello. Zpěvák skupiny se stal "ambasadorem rovných příležitostí pro všechny" pro rok 2007 a Gipsy.cz se tak podíleli na vylepšování vztahů mezi minoritou a majoritou.

## Členové
- Radoslav Banga alias Gipsy
- Tomáš Baroš
- Jan Březina
- Viliam Didiáš

## Bývalí členové
- Vojtěch Lavička
- Petr Surmaj
- Jan Surmaj
- Jiří Žigmund
- Tibor Žida
- Matěj Černý
- Oliver Lipenský
- Noemi Fialová
- Patrik Banga
- Vladimír Demeter
- Jindřich Ekl

## Diskografie
- Romano Hip Hop (2006)
  - Tajsa (02:49)
  - Multin (03:52)
  - 7/8 (02:02)
  - Romano Hip Hop (02:37)
  - Palikeras Tumenge (03:08)
  - Ne, že ne (02:49)
  - Jednou (03:11)
  - Welcome to Prague (03:56)
  - Bengoro Hang (03:13)
  - Abacus (04:12)
  - Načalado Godi (03:00)
  - Tím, čím chcete (03:20)
  - Mira Daje (03:20)
  - Muloland (02:40)
  - Tečka (05:31)

- Reprezent (2008)
  - Benga beating (02:42)
  - Barvoslepej svět (03:12)
  - Dokud dejchám (02:57)
  - Večernice (03:51)
  - Amen Savore (03:41)
  - Amenca (03:15)
  - Reprezent (03:14)
  - Na cigánské svatbe (02:04)
  - Love love (03:49)
  - Gejza Ušti (02:35)
  - Dobrý den (03:09)
  - Udělej něco! (03:20)
  - Vítej (03:03)
  - A na závěr si s námi dejte trochu té Čunárny (02:15)

- Desperado (2011)
  - Intro (Tenkrát v Mexciku)
  - Desperado
  - More let's go
  - Hraní v altánu
  - Čhaje čhaje
  - Bešav andre Praha
  - Doktor Folklór
  - Skit
  - Čokoláda
  - Aha!
  - Mlíko a med
  - Čím víc cukru
  - Černej gádžo
  - U la la
  - Poslední Čorka
  - Bonus: Kdo j**á ten j**á

- Upgrade (2013)
  - Intro
  - Žigulik
  - Mafioso
  - Odraz v očích
  - Mangav šun
  - Týpek z náměstí
  - Vlasy pode mnou
  - Halo?
  - Tiro šukar asaviben
  - Gypsy tango
  - Maro
  - Pád Fénixe
  - In memory of Erno
  - Mrtvá nevěsta
  - Outro